# バーボン郡 (カンザス州)
バーボン郡 (Bourbon County、標準省略：BB) は、アメリカ合衆国カンザス州に位置する郡である。2000年現在、人口は15,379人である。郡内の最大都市及び郡庁所在地はフォート・スコットである。

## 地理
アメリカ合衆国統計局によると、この郡は総人口1,655 km2 (639 mi2) である。このうち1,650 km2 (637 mi2) が陸地で4 km2 (2 mi2) が水域である。総面積の0.27%が水域となっている。

### 隣接する郡
- リン郡（北）
- ヴァーノン郡 (ミズーリ州)（東）
- クロウフォード郡（南）
- ネオショ郡（南西）
- アレン郡（西）
- アンダーソン郡（北西）

参照：カンザス州の郡一覧

## 人口動勢
2000年現在の国勢調査で、この都市は人口15,379人、6,161世帯、及び4,127家族が暮らしている。人口密度は9/km2 (24/mi2) である。4/km2 (11/mi2) の平均的な密度に7,135軒の住宅が建っている。この都市の人種的な構成は白人94.06%、アフリカン・アメリカン3.08%、先住民0.84%、アジア0.36%、太平洋諸島系0.05%、その他の人種0.28%、及び混血1.33%である。ここの人口の1.29%はヒスパニックまたはラテン系である。
この郡内の住民は25.80%が18歳未満の未成年、18歳以上24歳以下が9.50%、25歳以上44歳以下が24.20%、45歳以上64歳以下が22.30%、及び65歳以上が18.20%にわたっている。中央値年齢は38歳である。女性100人ごとに対して男性は93.00人である。18歳以上の女性100人ごとに対して男性は88.50人である。
この郡内の世帯ごとの平均的な収入は31,199米ドルであり、家族ごとの平均的な収入は39,239米ドルである。男性は27,043米ドルに対して女性は20,983米ドルの平均的な収入がある。この郡の一人当たりの収入 (per capita income) は16,393米ドルである。人口の13.50%及び家族の9.50%は貧困線以下である。全人口のうち18歳未満の18.00%及び65歳以上の13.40%は貧困線以下の生活を送っている。

## 都市及び町

### 都市
人口1,000人から10,000人まで：
- フォート・スコット（郡庁所在地）

人口1,000人以下：
- ブロンソン (Bronson)
- ユニオンタウン (Uniontown)
- フルトン (Fulton)
- レッドフィールド (Redfield)
- メイプルトン (Mapleton)

### 地方自治体に組み込まれていない地区
- Devon
- Garland
- Hammond
- Hiattville
- Hidden Valley
- Marmaton
- Pawnee Station
- Xenia

## 郡区
バーボン郡は11の郡区に分かれている。フォート・スコットの都市は governmentally independent と見なされており、郡区向けの国勢調査外観から除外されている。以下の表内の人口中心は、もしかなりの数ならば、郡区の人口総計を含む最大都市である。

## 教育

### 統合された学区
参照：カンザス州の統合された学区一覧 (英語版)。
- フォートスコット 統一教育学区234号
- ユニオンタウン 統一教育学区235号